# Aloka-akasha
L'Aloka-akasha (IAST aloka-ākāśa) est dans la cosmographie jaïne l'univers inoccupé, vide et infini. Il côtoie le loka-akasa qui est l'univers occupé peuplé par les jivas : les âmes incarnées dans les êtres vivants selon le jaïnisme.